# Gelevera
Der Gelevera Deresi (Alternativname: Özlüce Deresi) ist ein Zufluss des Schwarzen Meeres im Nordosten der Türkei.
Der Gelevera Deresi entspringt im Pontischen Gebirge.
Der Fluss strömt in überwiegend nördlicher Richtung durch das Bergland des Landkreises Espiye der Provinz Giresun. Der Fluss passiert dabei die Ortschaft Arpacık. 
Der Gelevera Deresi mündet schließlich bei der Küstenstadt Espiye ins Schwarze Meer.
Der Fluss hat eine Länge von 80 km. 